# Caminho Niemeyer
Le  Caminho Niemeyer (ou chemin Niemeyer en français) est situé à Niterói et contient 6 bâtiments de l'architecte Oscar Niemeyer.
Le lieu a été finalisé en 2007.